# Bianca Byington
Bianca Byington (Rio de Janeiro, 23 de outubro de 1966) é uma atriz brasileira. Fez sua estreia nos cinemas em 1980, em Tormenta, trabalho que lhe rendeu o prêmio de melhor atriz coadjuvante no Festival de Gramado. Na televisão, ficou conhecida por participar de novelas como Perigosas Peruas e Quatro por Quatro.

## Biografia
Irmã da cantora e escritora Olivia Byington e tia de Gregório Duvivier. Bianca também é bisneta da filantropa Pérola Byington, que dá nome ao hospital em SP.

## Carreira
Aos onze anos de idade, iniciou a carreira como uma das integrantes do coro infantil, na primeira montagem do musical Os Saltimbancos, de Chico Buarque. Aos treze anos, filmou o longa-metragem Tormenta, de Umberto Molo e, dois anos mais tarde, dividiu o Kikito de melhor atriz coadjuvante com Carla Camurati e Ruthinéia de Moraes, no Festival de Cinema de Gramado.
Nesta mesma época, ganhou o título de musa do verão carioca e protagonizou o filme Garota Dourada, de Antônio Calmon, com quem voltaria a trabalhar alguns anos mais tarde, em produções como Corpo Dourado e O Beijo do Vampiro, exibidas pela Rede Globo em 1998 e 2002, respctivamente.
Em 1986, estreou na televisão, pelas mãos do diretor Roberto Talma, na minissérie Anos Dourados, de Gilberto Braga, exibida pela Rede Globo, e onde viveu a personagem Marina, uma das melhores amigas da protagonista Maria de Lourdes, vivida pela atriz Malu Mader. Ainda na televisão, viveu personagens marcantes, como a Téia de Perigosas Peruas (1992), e Gertrudes de Sá em A Padroeira (2001). Em 2004, deu vida a Maria da Encarnação Junqueira, uma mulher insegura na telenovela Como uma Onda, de Walter Negrão.
Já em 2006, enquanto voltava de Portugal, onde esteve para filmar a convite do diretor José Fonseca e Costa o longa-metragem Viúva Rica Solteira Não Fica, Bianca foi convidada por Carlos Lombardi, autor de Perigosas Peruas, com quem também já havia trabalhado em Quatro por Quatro (1994), para fazer uma participação especial na telenovela Bang Bang, onde interpretou a viúva Jones.
Em 2007 participou de Malhação, onde viveu Tatá, mãe de uma das protagonistas da temporada, Cecília, vivida por Maria Eduarda Machado.[carece de fontes?]
Em 2008, participou de dois episódios da seria Casos e Acasos, e nesse mesmo ano participa da telenovela Três Irmãs de Antônio Calmon. Em 2009, faz participação especial nas séries Toma Lá, Dá Cá, Chico e Amigos e S.O.S. Emergência. Em 2011, faz uma participação especial na telenovela Insensato Coração.
Em 2012, esteve no episódio A Fofoqueira de Porto Alegre da série As Brasileiras.
Em 2013, foi contratada pela Rede Record para atuar  na primeira novela do autor Carlos Lombardi na emissora..

## Filmografia

### Televisão
| Ano  | Título                           | Personagem                            | Notas                                                            |
| ---- | -------------------------------- | ------------------------------------- | ---------------------------------------------------------------- |
| 1986 | Anos Dourados                    | Marina Campos Dornelles               |                                                                  |
| 1986 | Armação Ilimitada                | Ariadne                               | Episódio: "O Canto da Sereia"                                    |
| 1989 | O Sexo dos Anjos                 | Neyde Nogueira                        |                                                                  |
| 1992 | Perigosas Peruas                 | Sthepanie Bergman Della Chiesa (Téia) |                                                                  |
| 1993 | Você Decide                      | Kelly                                 | Episódio: "Jogo de Corpo"                                        |
| 1993 | O Mapa da Mina                   | Laís Azevedo                          |                                                                  |
| 1994 | Você Decide                      | Tereza                                | Episódio: "A Doação"                                             |
| 1994 | Confissões de Adolescente        | Cliente                               | Episódio: "Bárbara Vai a Luta"                                   |
| 1994 | Quatro por Quatro                | Elizabeth Herrera Franco (Beth)       |                                                                  |
| 1996 | Malhação de Verão                | Dóris Simões de Andrade               |                                                                  |
| 1996 | A Comédia da Vida Privada        | Ana Paula                             | Episódio: "Mulheres"                                             |
| 1996 | Malhação                         | Dóris Simões de Andrade               | Temporada 2–3                                                    |
| 1998 | Corpo Dourado                    | Diana Cruz                            |                                                                  |
| 1999 | Dartagnan e os Três Mosqueteiros | Milady                                | Especial de fim de ano                                           |
| 2000 | Brava Gente                      | Ana                                   | Episódio: "Um Edifício Chamado 200"                              |
| 2001 | Vide Bula                        | Vários personagens                    |                                                                  |
| 2001 | A Padroeira                      | Gertrudes de Sá                       |                                                                  |
| 2004 | A Diarista                       | Bárbara                               | Episódio: "Separações"                                           |
| 2004 | Carga Pesada                     | Zíngara                               | Episódio: "Zíngara"                                              |
| 2004 | Como uma Onda                    | Encarnação Junqueira                  |                                                                  |
| 2006 | Bang Bang                        | Viúva Jones                           | Episódios: "13–16 de janeiro"                                    |
| 2006 | O Super Sincero                  | Rachel                                | Episódio: "Outra Vez"                                            |
| 2006 | A Grande Família                 | Sofia                                 | Episódio: "O Dia da Surpresa"                                    |
| 2007 | Malhação                         | Talita Albuquerque (Tatá)             | Temporada 14                                                     |
| 2007 | Os Amadores                      | Cecília                               | Episódio: "21 de dezembro"                                       |
| 2008 | Casos e Acasos                   | Kika                                  | Episódio: "O Presente, a Sociedade e a Tentação"                 |
| 2008 | Casos e Acasos                   | Adélia                                | Episódio: "O Encontro, o Homem Ideal e a Estréia"                |
| 2008 | Três Irmãs                       | Gilda Sueli                           |                                                                  |
| 2009 | Toma Lá, Dá Cá                   | Celimar                               | Episódio: "Respondez Sil Vous Plait"                             |
| 2009 | Chico e Amigos                   | Letícia                               | Especial de fim de ano                                           |
| 2010 | S.O.S. Emergência                | Mirtes                                | Episódio: "Hora de Ir pra Cama"                                  |
| 2010 | A Grande Família                 | Glorinha                              | Episódio: "As Malas da Prima Glorinha" Episódio: "Deu, Tá Dado!" |
| 2011 | Aline                            | Renata                                | Episódio: "Aline x Vera"                                         |
| 2011 | Insensato Coração                | Dulce Petroni                         | Episódios: "16–30 de julho"                                      |
| 2012 | As Brasileiras                   | Flavia                                | Episódio: "A Fofoqueira de Porto Alegre"                         |
| 2013 | A Grande Família                 | Lalá                                  | Episódio: "O Monstro do Ciúme"                                   |
| 2013 | Pecado Mortal                    | Ilana Vergueiro                       |                                                                  |
| 2015 | Vizinhos                         | Luiza                                 |                                                                  |
| 2017 | Segredos de Justiça              | Maria José da Silva                   | Episódio: "Nem Tudo é Verdade"                                   |
| 2017 | TOC's de Dalila                  | Norma                                 | Episódio: "Último Pedido"                                        |
| 2018 | Brasil a Bordo                   | Arlete Natari                         | Episódio: "1"                                                    |
| 2019 | Santos Dumont                    | Francisca de Paula Santos             |                                                                  |
| 2020 | Boca a Boca                      | Carminha Nero                         |                                                                  |
| 2023 | Todo Dia a Mesma Noite           | Meire Coutinho Campos / Ana           |                                                                  |

### Internet
| Ano     | Título           | Personagem         | Notas                     |
| ------- | ---------------- | ------------------ | ------------------------- |
| 2015–18 | Porta dos Fundos | Vários personagens | Participações recorrentes |

### Cinema
| Ano  | Título                                                          | Personagem                    | Notas          |
| ---- | --------------------------------------------------------------- | ----------------------------- | -------------- |
| 1980 | Tormenta                                                        | Bárbara                       |                |
| 1984 | Garota Dourada                                                  | Diana                         |                |
| 1984 | Amor Voraz                                                      | Júlia                         |                |
| 1987 | A Mulher Fatal Encontra o Homem Ideal                           | Bailarina                     | Curta-metragem |
| 1989 | Ratos da Lei                                                    | —                             |                |
| 1997 | For All - O Trampolim da Vitória                                | —                             |                |
| 1997 | Amar                                                            | Terezinha                     | Curta-metragem |
| 2000 | Estorvo                                                         | Irmã                          |                |
| 2000 | O Barato é Ser Careta                                           | —                             |                |
| 2000 | Deus Jr.                                                        | —                             |                |
| 2004 | A Dona da História                                              | Esposa                        |                |
| 2006 | Trair e Coçar É só Começar                                      | Inês                          |                |
| 2006 | Viúva Rica Solteira Não Fica                                    | D. Ana Catarina de Silgueiros |                |
| 2007 | A Última Juventude                                              | —                             |                |
| 2012 | Eu Não Faço a Menor Ideia do Que Eu Tô Fazendo Com a Minha Vida | Mãe                           |                |
| 2012 | Noites de Reis                                                  | Dora                          |                |
| 2021 | Minha Família                                                   | —                             |                |
| 2021 | Homem Onça                                                      | Lola                          |                |
| 2025 | A Fábrica de Sonhos                                             | Lila                          |                |

## Teatro
| Ano  | Título          |
| ---- | --------------- |
| 1977 | Os Saltimbancos |
| 2018 | Dogville        |

## Prêmios e indicações
| Ano  | Premiação                         | Categoria                | Trabalho   | Resultado | Ref.   |
| ---- | --------------------------------- | ------------------------ | ---------- | --------- | ------ |
| 1982 | 10º Festival de Cinema de Gramado | Melhor Atriz Coadjuvante | Tormenta   | Venceu    | [ 22 ] |
| 2021 | 49º Festival de Cinema de Gramado | Melhor Atriz Coadjuvante | Homem Onça | Venceu    | [ 23 ] |
| 2022 | 48° Festival SESC Melhores Filmes | Melhor Atriz Nacional    | Homem Onça | Pendente  | [ 24 ] |